# Anthony Colin Joseph Fisher
Anthony Colin Fisher, O.P. (Sydney, 10 de março de 1960) é um prelado australiano da Igreja Católica Romana e um frade da Ordem dos Pregadores (dominicanos). Desde 12 de novembro de 2004, ele é o nono arcebispo católico de Sydney. Ele serviu como o terceiro bispo de Parramatta, de 4 de março de 2010 a 12 de novembro de 2014, tendo anteriormente atuado como bispo-auxiliar da Arquidiocese de Sydney.

## Início da vida e educação

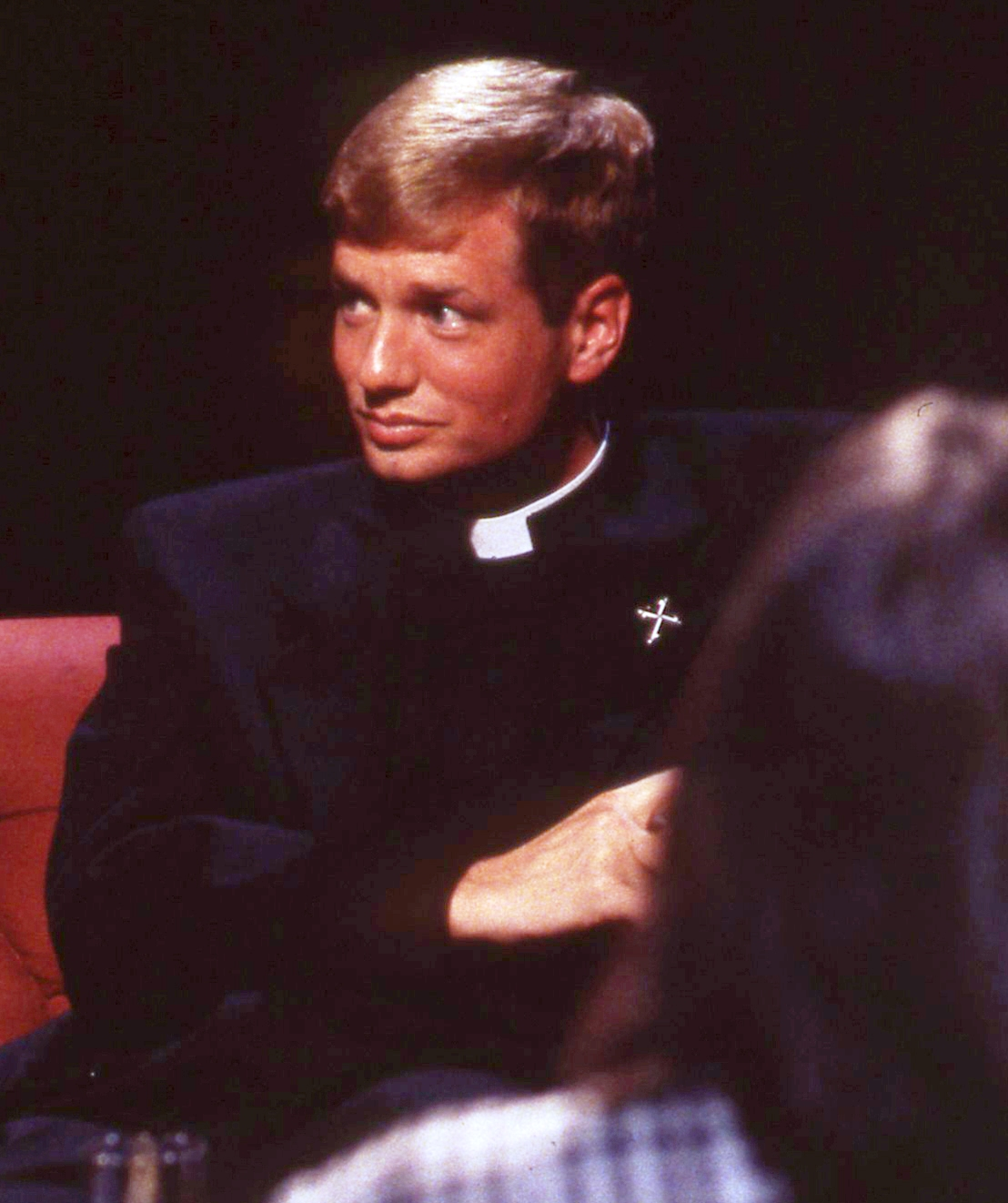
Anthony Fisher em 1994

Fisher nasceu o mais velho de cinco filhos em Crows Nest, Sydney, de Gloria Maguregui, cujo pai era de origem basca espanhola e cuja mãe era meio italiana e meio romena - ela migrou com a família para a Austrália da Ásia na década de 1950 - e Colin Fisher, farmacêutico de Ashfield com raízes anglo-irlandesas. Ele foi batizado na Igreja de Santa Teresa, em Lakemba, e frequentou a escola paroquial em 1965 e 1966. A família Fisher viveu em Belmore, Canterbury e Wiley Park antes de se mudar para Longueville e Manly.
Fisher freqüentou a Escola Primária de St Michael em Lane Cove, Holy Cross College Ryde e Saint Ignatius 'College, Riverview, onde ele era duux em 1977. Estudou na Universidade de Sydney por seis anos, obtendo um Bacharelado em História com honras de primeira classe e Bacharel em Direito, antes de exercer advocacia no escritório de advocacia comercial de primeira linha, Clayton Utz, onde elaborou os contratos para a reconstrução do Queen Victoria Building. Ele deixou seu emprego como advogado para viajar de mochila pela Europa para discernir sua vocação.

## Sacerdócio
Fisher ingressou na Ordem dos Pregadores em 1985 e estudou para o sacerdócio em Melbourne, recebendo um diploma de teologia da Yarra Theological Union, uma instituição membro do Melbourne College of Divinity (agora chamada Universidade da Divindade). Ele trabalhou por um tempo no Uniya, um centro de pesquisa social em Kings Cross, em questões de imigração e refugiados, e na Holy Name Parish em Wahroonga, Sydney. Foi ordenado ao sacerdócio na Igreja Holy Name em Wahroonga por Eusebius Crawford OP, bispo de Gizo, em 14 de setembro de 1991.
Fisher então realizou estudos de doutorado em bioética na Universidade de Oxford até 1995, matriculando-se na University College, enquanto residia no Blackfriars Hall. Seu doutorado em filosofia foi concedido para uma tese sobre "Justiça na alocação de cuidados de saúde". Seu trabalho acadêmico incluiu palestras na Austrália e no exterior e publicação de muitos livros e artigos sobre bioética e moralidade. Em 1994, ele apareceu em dois programas de televisão britânicos: a série de bioética Brave New World e uma edição especial do programa de discussão ao vivo After Dark.

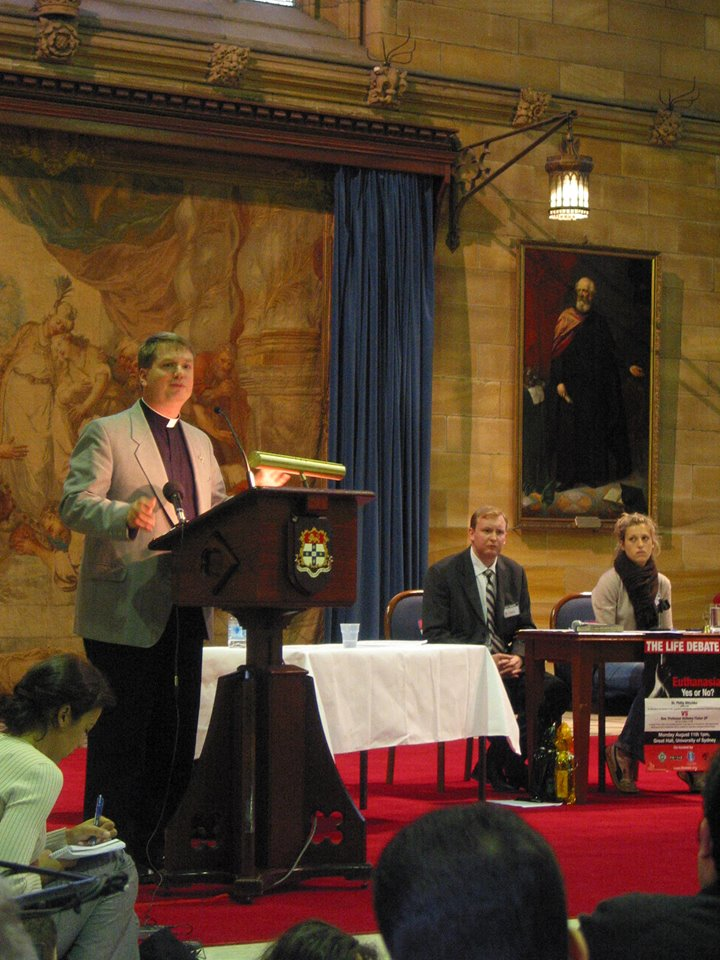
Fisher debatendo Philip Nitschke na Universidade de Sydney, 2003

De 1995 a 2000, Fisher foi professor na Universidade Católica Australiana em Melbourne. De 2000 a 2003, ele foi o diretor da fundação do Instituto João Paulo II de Casamento e Família em Melbourne, o campus australiano de um instituto pontifício de pós-graduação com nove campi em todo o mundo. O principal trabalho do instituto foi o ensino e pesquisa de questões relativas ao respeito à vida humana e à dignidade da pessoa e apoio ao casamento e à vida familiar. O campus australiano parou de operar em dezembro de 2018.
Em 2003, ele debateu com o ativista da eutanásia Philip Nitschke no Grande Salão da Universidade de Sydney. Ele é o Chanceler do Instituto Católico de Sydney em virtude de sua nomeação (tendo atuado anteriormente como vice-chanceler) e Professor Adjunto de Bioética na Universidade de Notre Dame Austrália.
Na ordem dominicana no momento de sua nomeação episcopal, Fisher era o mestre dos estudantes (seminaristas) e Socius (vice) do prior provincial da Austrália e da Nova Zelândia. Na diocese de Melbourne, ele foi Vigário Episcopal da Saúde, porta-voz da diocese em questões de ética, palestrante visitante no Catholic Theological College e secretário do Senado dos Padres.
O envolvimento da comunidade de Fisher incluiu ser capelão do Parlamento de Victoria, membro da Autoridade de Tratamento da Infertilidade de Victoria, presidente ou membro de vários comitês de ética hospitalar, capelão conventual ad honorem da Ordem Soberana e Militar de Malta e capelão de vários outros organizações. Ele também teve vários compromissos na vida paroquial e no cuidado pastoral dos deficientes e moribundos.

## Episcopado

### Bispo Auxiliar de Sydney
Fisher foi nomeado bispo auxiliar de Sydney e bispo titular de Buruni pelo Papa João Paulo II em 16 de julho de 2003 e consagrado pelo Arcebispo George Pell na Catedral de Santa Maria em Sydney em 3 de setembro de 2003. Ele adotou "Falar a verdade em amor" (Efésios 4:15) como seu lema episcopal. Ele era o pároco da Igreja Nossa Senhora Estrela do Mar, Watsons Bay e Vigário Episcopal para a Vida e Saúde na Arquidiocese de Sydney, além de servir na Comissão Episcopal Australiana de Doutrina e Moralidade e como presidente do Conselho das Escolas Católicas, presidente da Comissão de Educação Católica de Nova Gales do Sul, vice-chanceler do Instituto Católico de Sydney e professor adjunto da Universidade de Notre Dame na Austrália. Ele é membro da Pontifícia Academia para a Vida desde 2004.
Fisher foi o organizador da Jornada Mundial da Juventude de 2008, realizada em Sydney.  Este foi o maior encontro de jovens e o maior evento religioso já realizado na Austrália. Atraiu 250.000 jovens para um festival de uma semana e 400.000 pessoas para a missa final com o Papa Bento XVI, realizada no Hipódromo de Randwick.

### Bispo de Parramatta
Fisher foi nomeado o terceiro bispo de Parramatta pelo Papa Bento XVI em 8 de janeiro de 2010 e foi instalado em 4 de março de 2010 na Catedral de São Patrício, Parramatta.
Como bispo de Parramatta, Fisher supervisionou a implementação de Faith in Our Future, o plano pastoral da Diocese de Parramatta, que se concentrava em cultivar e compartilhar a fé nas áreas de famílias, jovens, etnia, vocações e evangelização.
Durante seu tempo em Parramatta, Fisher continuou como presidente da Comissão de Educação Católica de Nova Gales do Sul e como professor adjunto da Universidade de Notre Dame na Austrália. Ele também foi membro da empresa da Universidade Católica Australiana e serviu como membro da Comissão de Vida Pastoral dos Bispos da Austrália, como presidente da Força-Tarefa Anti-Eutanásia e como Delegado da Juventude dos Bispos.
Fisher emitiu uma série de cartas pastorais aos padres e fiéis da diocese sobre os temas da confissão ("Volte para Mim de todo o coração", Quaresma 2011), planejamento pastoral ("Fé no Nosso Futuro", Quaresma 2012), a crise do abuso infantil (com os outros bispos de Nova Gales do Sul, "Semeando em lágrimas", Quaresma 2013),  Vocação pessoal ("Venha o teu reino", Cristo Rei 2013) e a Eucaristia ("Este maravilhoso sacramento", Corpus Christi 2014). 
Após um aumento significativo nas vocações para o sacerdócio na diocese de Parramatta, ele dirigiu a construção do novo Seminário do Espírito Santo no Harris Park.
Em 20 de dezembro de 2011, Fisher recebeu o título honorário de Doutor em Direito da Universidade de Notre Dame na Austrália.

### Arcebispo de Sydney
Em 18 de setembro de 2014, o Papa Francisco nomeou Fisher como arcebispo de Sydney. No dia seguinte, Fisher pediu harmonia na comunidade à luz dos ataques antiterroristas que haviam acabado de começar. Ele disse: "Embora seja um líder religioso, acho que as pessoas de fé têm algo muito importante para fazer e dizer no momento. [Esses são] tempos difíceis no nosso mundo e até em nossa própria cidade. Precisamos trazer calma e alguma restrição e alguma sabedoria neste momento." Fisher foi instalado como arcebispo de Sydney em 12 de novembro de 2014 em uma cerimônia com a presença do lorde prefeito de Sydney (Clover Moore), o primeiro-ministro de Nova Gales do Sul (Mike Baird) e John Howard, ex-primeiro ministro da Austrália, além de outros políticos e líderes de cristãos ortodoxos e outras comunidades religiosas em Sydney.
Em 6 de maio de 2015, o Papa Francisco nomeou Fisher um membro da Congregação para a Doutrina da Fé.
Em dezembro de 2015, Fisher foi diagnosticado com síndrome de Guillain-Barré após uma infecção gastrointestinal complicada por uma patologia relacionada ao sistema imunológico. Ele recebeu tratamento intensivo, fisioterapia e reabilitação no St Vincent's Hospital, Sydney, antes de se mudar para outro estabelecimento de saúde. A Arquidiocese de Sydney anunciou que Fisher retornaria às atividades ativas regulares a partir de 5 de maio de 2016 e celebrou sua primeira missa pública em 29 de maio de 2016.
O Papa Francisco nomeou Fisher como membro da Congregação para as Igrejas Orientais em 6 de agosto de 2019. A nomeação envolve um diálogo específico com as igrejas orientais na Austrália e em todo o mundo. O Papa Leão XIV o nomeou membro do Dicastério para a Promoção da Unidade dos Cristãos em 30 de junho de 2025.
Fisher é o Grão Prior da Tenência da Ordem Equestre do Santo Sepulcro de Jerusalém, Nova Gales do Sul, Austrália.

### Resposta a casos de abuso sexual infantil
Em julho de 2008, quando perguntado em uma conferência de imprensa da Jornada Mundial da Juventude sobre um suposto caso de abuso sexual de clérigo em Melbourne anos antes, Fisher disse: "Felizmente, acho que a maior parte da Austrália estava se deliciando com a beleza e a bondade desses jovens e a esperança - a esperança de fazermos esse tipo de coisa melhor no futuro - como vimos ontem à noite [na Jornada Mundial da Juventude], em vez de morar irritadamente, como poucas pessoas estão fazendo, em feridas antigas ". O pai das supostas vítimas e defensores dos sobreviventes de abuso reagiu com raiva e criticou a linguagem de Fisher. Um deles disse: "Recebemos telefonemas ininterruptos de membros da família, irritados e angustiados com a resposta desse jovem bispo". Fisher disse mais tarde que seu comentário foi retirado de contexto: "Liguei para os repórteres irritadiço e, garoto, fui pego de surpresa ... eles disseram que estava chamando as vítimas de abuso de irritadiça, o que certamente não estava fazendo".
Quando ele se tornou arcebispo, Fisher comprometeu a igreja a fazer melhor em sua resposta aos casos de abuso sexual infantil. Ao ser nomeado arcebispo, ele disse: "As vítimas de abuso e todos os jovens devem vir primeiro - sem desculpas, sem acobertamentos. A Igreja deve se sair melhor nessa área e estou comprometido em desempenhar um papel de liderança na recuperação da confiança de todos da comunidade e de nossos próprios membros".
Ele afirmou que a "Igreja na Austrália está passando por um período de escrutínio público e auto-exame" e expressou sua esperança de que "surja desta purificada, mais humilde, mais compassiva e regenerada espiritualmente". Ele lamentou o abuso sexual institucionalizado de crianças que ocorreu historicamente em sua ex-diocese de Parramatta e aproveitou a oportunidade para pedir desculpas pelo que reconheceu como o fracasso da Igreja em ajudar adequadamente as vítimas. Falando em casos de abuso anteriores, ele reiterou seu desejo de abertura e mudança dizendo: "Queremos garantir que todas as crianças estejam seguras e queridas daqui para frente".
Na missa por sua instalação como arcebispo de Sydney, Fisher disse: "Para os sobreviventes de abusos e todos os afetados, digo: a Igreja lamenta profundamente o que aconteceu. Todos os jovens devem ser apreciados e protegidos. A Igreja pode fazer melhor e estou empenhado em liderar nesta área. Oro para que a Igreja saia desse período de escrutínio público mais humilde, mais compassivo e regenerado espiritualmente. Só então recuperaremos a credibilidade e a confiança aos olhos de muitas pessoas ". Ele repetiu esse pedido de desculpas na Comissão Real em Respostas institucionais ao abuso sexual infantil e realizou um serviço de orações de perdão e reparação na Catedral de Santa Maria, após a divulgação do relatório final da comissão.

### Eleições federais australianas, 2016
No ciclo de campanha que antecedeu as eleições federais de 2016, Fisher condenou as políticas dos Verdes Australianos, descrevendo-as como "desagradáveis" e contrariando os "padrões morais básicos". Ele pediu ao governo que honre seu compromisso de acolher refugiados cristãos sírios e implemente políticas de bom senso em relação a refugiados e requerentes de asilo, à luz da exposição de abusos sofridos por detidos em centros de processamento offshore. Ele afirmou que era "uma questão de encontrar um equilíbrio", embora acrescentando que "[ele não sabia] todas as respostas". Seguiu-se as chamadas que ele fez em setembro de 2015 exortando o governo a considerar aumentar sua entrada de refugiados humanitários e a priorizar os cristãos que fogem da Síria, acreditando ser necessário devido a "campanhas para expulsar os cristãos do Oriente Médio". As igrejas anglicana e católica na Austrália também pediram ao governo que considerasse aumentar sua entrada anual de refugiados humanitários em 10.000.

### Oposição ao casamento entre pessoas do mesmo sexo e posição sobre outras questões LGBT
Fisher sempre se opôs à legalização do Casamento entre pessoas do mesmo sexo. Segundo o jornal The Independent, isso é "parte de sua posição geral contra o aumento dos direitos das pessoas LGBT". O New Ways Ministry chamou a atenção para várias "declarações LGBT-negativas" que Fisher fez. Em março de 2017, Fisher declarou que empresas como Qantas e Telstra não deveriam patrocinar a eventos que visam apoiar a equipe LGBT ou incentivar a não discriminação, nem fazer lobby a favor da legalização do casamento entre pessoas do mesmo sexo. Ele acusou os executivos do setor privado de aplicar "proibições cor de rosa" a outras empresas ou executivos que não apóiam tais questões.
Em agosto de 2017, durante o debate político para determinar se a Austrália deveria introduzir o casamento entre pessoas do mesmo sexo, Fisher argumentou que escolas religiosas, instituições de caridade e hospitais poderiam ser coagidos a cumprir a "nova visão do casamento" se a maioria dos australianos optasse por uma mudança na legislação e que os professores não seriam livres para seguir o ensino "tradicional" da igreja sobre casamento, mas seriam forçados a ensinar um currículo mais "politicamente correto". Ele disse que os crentes religiosos seriam vulneráveis a processos por discriminação e poderiam até perder o emprego se o casamento entre pessoas do mesmo sexo fosse legalizado. Ele também escreveu uma carta para todos os pais de crianças em escolas católicas em Nova Gales do Sul para aconselhá-los a votar não em uma mudança na lei.  O casamento entre pessoas do mesmo sexo foi subsequentemente introduzido na Austrália por um ato do parlamento federal em dezembro de 2017, após amplo apoio em uma pesquisa postal nacional. Fisher disse que estava "profundamente decepcionado" com o resultado.

## Escritos
- Fisher, Anthony (1989). IVF: The Critical Issues. Melbourne: Collins Dove.
- Fisher, Anthony (1991). I am a stranger: will you welcome me? The immigration debate. Melbourne: Collins Dove/ACSJC.
- Fisher, Anthony; Buckingham, Jane (1991) [First published 1985]. Abortion in Australia: Answers and Alternatives. Sydney: Foundation for Human Development.
- Fisher, Anthony; Tobin, B.; Gleeson, C.; Byrne, M. (2001). Code of Ethical Standards for Catholic Health and Aged Care Services in Australia. Canberra: Catholic Health Australia.
- Fisher, Anthony; Gomez, F.; Bustamanthe, H. (1996). Relevant Ethical Issues in Healthcare. Manila: UST Bioethics.
- Fisher, Anthony; Gormally, L.; et al. (2001). Healthcare Allocation: An Ethical Framework for Public Policy. London: Linacre Centre.
- Fisher, Anthony (2011). Catholic Bioethics for a New Millennium. New York City, USA: Cambridge University Press.
- Fisher, Anthony (2017). The Healing Peace of Christ: Reflections on Illness and Recovery, Death and New Life. Sydney: St Paul's.
- Fisher, Anthony (2018). War and Terror, Peace and Hope. Sydney: St Paul's.
- Fisher, Anthony (2018). My Dear Young Friend: Letters on Youth, Faith and Future. Sydney: St Paul's.
- Fisher, Anthony (2023). Unity in Christ: Bishops, Synodality, and Communion. Washington, D.C.: Catholic University of America Press.